# 小行星3742
小行星3742（英語：3742 Sunshine）是一颗围绕太阳公转的小行星。1981年3月2日，舒爾特·巴斯在赛丁泉山发现了此天体。
这颗小行星的绝对星等为8.630249518194654等。